# Buttonieae
Buttonieae è una tribù di piante parassite (o semiparassite), spermatofite, dicotiledoni appartenenti alla famiglia delle Orobanchaceae. La circoscrizione di questa tribù nell'ambito della famiglia è in via di definizione.

## Descrizione
- Il portamento delle specie di questa tribù è arbustivo o simile alle viti con superfici sia glabre che villose. I fusti sono eretti, ascendenti o rampicanti (raramente prostrati) con sezione rotonda oppure quadrangolare a causa della presenza di fasci di collenchima posti nei quattro vertici. Possono essere presenti glicosidi fenolici e composto iridoidi e "orobanchina" (sostanza che provoca l'annerimento delle foglie al secco).[1][3]
- Le foglie lungo il caule sono disposte in modo opposto e sono sessili o cortamente picciolate. La lamina è intera (pennatosetta in Buttonia) con forme da lineari-lanceolate a ovoide o orbicolari, apici acuminati e margini continui o dentati o laciniati. Alcune specie sono debolmente succulente (Leucosalpa). Le stipole sono assenti.
- Le infiorescenze sono indefinite o del tipo a racemo. In Radamaea sono delle cime ascellari con 3 fiori. Le bratteola del peduncolo fiorale sono presenti. I fiori sono distintamente pedicellati.
- I fiori sono ermafroditi, zigomorfi e tetraciclici (ossia formati da 4 verticilli: calice– corolla – androceo – gineceo) e pentameri (i verticilli del perianzio hanno 5 elementi).

- Formula fiorale. Per la famiglia di queste piante viene indicata la seguente formula fiorale:

x K (5), [C (2 + 3), A 2 + 2], G (2), supero, capsula.
- Il calice è gamosepalo a forma da campanulata a urceolata con un tubo lungo quanto largo. Termina con 5 denti impercettibili. La superficie può essere ispida o pubescente per peli ghiandolari. A volte il calice è diviso a metà (Radamaea) oppure è profondamente diviso (Leucosalpa).

- La corolla gamopetala tubolare (il tubo in genere è corto e stretto; in Leucosalpa è lungo 14 cm) termina con 5 lobi orbicolari con margini increspati; i lobi sono ampiamente patenti. La corolla può essere subruotata. Il colore è bianco, in alcune specie con segni violetti o crema, carminio, rosso o violetto.

- L'androceo è formato da 4 stami didinami e sporgenti o inclusi nella corolla. I filamenti sono adnati alla corolla. Le antere, sagittate, sono a due teche arrotondate da uguali a subuguali, oppure è presente una sola teca ridotta o sterile (per aborto dell'altra).  La deiscenza è mediante due fessure longitudinali. Le sacche polliniche sono divergenti con granuli pollinici spesso tricolporati.

- Il gineceo è bicarpellare (sincarpico - formato dall'unione di due carpelli connati) ed ha un ovario supero biloculare (a volte ineguali) con forme da globose a ovoidi.  La placentazione è assile (con placente indivise) o parietale (con placente divise e libere). Gli ovuli sono numerosi per ogni loculo e hanno un solo tegumento e sono tenuinucellati (con la nocella, stadio primordiale dell'ovulo, ridotta a poche cellule). Lo stilo è corto con uno stigma globoso-capitato o debolmente bilobo. Il disco nettarifero se presente è posizionato attorno alla base dell'ovario.

- Il frutto è una capsula setticida con forme compresse e apice troncato oppure una bacca (nera) o una drupa (a forma ovoide) con endocarpo legnoso e mesocarpo (a maturità) carnoso. I semi sono numerosi, minuti con forme oblunghe-angolose e ricoperti da una struttura reticolare.

## Riproduzione
- Impollinazione: l'impollinazione avviene tramite insetti (impollinazione entomogama) o il vento (impollinazione anemogama).
- Riproduzione: la fecondazione avviene fondamentalmente tramite l'impollinazione dei fiori (vedi sopra).
- Dispersione: i semi cadendo (dopo aver eventualmente percorso alcuni metri a causa del vento - dispersione anemocora) a terra sono dispersi soprattutto da insetti tipo formiche (disseminazione mirmecoria).

## Distribuzione e habitat
La distribuzione delle specie di questa tribù è tropicale (Africa e soprattutto Madagascar).

## Tassonomia
La famiglia di appartenenza di questo gruppo (Orobanchaceae), caratterizzata soprattutto da specie semiparassite, parassite o oloparassite, comprende circa 60 generi con oltre 1700 specie (altre fonti indicano 99 generi con 2060 specie) con una distribuzione cosmopolita. La tribù Buttonieae è una delle 10 tribù nella quale è divisa la famiglia.

### Filogenesi
I generi di questa tribù tradizionalmente erano stati posti nella famiglia Scrophulariaceae s.l.; in seguito ad analisi cladistiche basate sulle caratteristiche del DNA è stata rivista la posizione tassonomica del gruppo e inserita nella famiglia Orobanchaceae. L'attuale circoscrizione della tribù probabilmente è provvisoria. Studi recenti hanno suddiviso la famiglia in 6 cladi. Il gruppo di questa voce appartiene al "clade VI" ("core" della famiglia), non definito completamente (mancano all'analisi diverse specie di altri generi e gli stessi Autori della ricerca suggeriscono un ulteriore campionamento di taxa supplementari appartenenti al clade per migliorarne la circoscrizione). Questo clade rappresenta un gruppo morfologicamente eterogeneo di linee tropicali e subtropicali sia del Nuovo Mondo che del Vecchio Mondo relative all'Africa e all'Asia sud-orientale comprendente altre tribù (Orobancheae.
Recentemente è stato descritto un nuovo genere monotipo Bardotia ankaranensis del nord del Madagascar Da analisi filogenetiche risulta vicino ai generi Radamaea. Anche il genere Nesogenes A.DC., 1847 (9 specie distribuite dall'Africa centro-orientale alle isole del Pacifico) tradizionalmente descritto nella famiglia Nesogenaceae (di cui è l'unico genere) in alcune ricerche è "gruppo fratello" del genere Radamaea.

### Composizione della tribù
La tribù comprende 5 generi e 14 specie:
| Genere                         | Specie                                        | Tipo frutto | Distribuzione                           |
| ------------------------------ | --------------------------------------------- | ----------- | --------------------------------------- |
| Buttonia McKen ex Benth., 1871 | 2 - 3                                         |             | Africa tropicale dell'est e meridionale |
| Leucosalpa Scott-Elliot, 1891  | 3                                             | Drupa       | Foreste secche del Madagascar           |
| Radamaea Benth., 1846          | 5                                             | Bacca       | Foreste secche o piovose del Madagascar |
| Rhaphispermum Benth., 1846     | Una specie: Rhaphispermum gerardioides Benth. | Capsula     | Madagascar                              |
| Thunbergianthus Engl., 1897    | 2                                             |             | Africa tropicale centrale e dell'est    |